# Katalog glavnih galaksija
Katalog glavnih galaksija (eng. Principal Galaxies Catalogue, kratica PGC) je astronomski katalog.  
Objavljen je 1989. godine. Sastavili su ga astronomi iz Lyona i Meudona (Georges Paturel (promatračnica Lyon), Lucie Bottinelli, Lucienne Gouguenheim i Pascal Fouqué (promatračnica iz Pariza). Prikazuje nebeski ekvatorski koordinatni sustav epoha B1950 i J2000 te unakrižno identificira 73.197 galaksija. 40.932 koordinata (56%) je standardne devijacije manje nego 10″. Ukupno prikazuje 131.601 ime iz 38 najčešćih izvora. Dani su dostupni prosječni podatci za svaki objekt:
- 49.102 morfološke klasifikacije,
- 52.954 prividna velike i male osi,
- 67.116 prividne magnitude,
- 20.046 radijalne brzine i
- 24.361 pozicijski kut.

2003. je godine katalog proširen na 983.261 galaksija svjetlijih od 18. magnitude i vodi se u bazi podataka HYPERLEDA.
Zasnovan je na Izvangalaktičkoj bazi podataka Lyon-Meudon (LEDA), izvorno pokrenutoj 1983. godine.

## Vanjske poveznice
- PGC info at ESO-va pishohrana astronomskih kataloga  Arhivirana inačica izvorne stranice od 27. siječnja 2005. (Wayback Machine)
- Elektronička inačica PGC-a dostupna na Centre de Données astronomiques de Strasbourg